# Gødning
Gødning eller gødskning er et materiale, som bevirker, at planter vokser og trives bedre. Derfor kan mange stoffer bruges som gødning, alt efter den virkning på planterne, man ønsker at fremkalde. Før den moderne kemis sejrsgang kendte man godt til vigtigheden af at bruge gødning, men processen havde nærmest magisk eller besværgende karakter. I dag ved man præcist, hvorfor planter kan trænge til gødning, og hvordan man kan afhjælpe denne trang. Det var især Justus von Liebigs banebrydende forskning, som lagde grunden til denne viden.

## Formål med at gøde
Når man gøder, går man efter to faktorer: Først laver man en grundgødskning, som kan være en kalkning for at sikre optimal pH (for kulturen) og en tilførsel af næringsstoffer til det optimale (for kulturen). Så laver man en eftergødskning, som sikrer, at pH forbliver optimalt (for kulturen) og tilfører næringsstofferne i takt med, at de fjernes fra jorden (for kulturen).
Hvis gødningen er en naturgødning, bliver den efterhånden nedbrudt, sådan at de indbyggede næringsstoffer frigives. Hvis gødningen er en kunstgødning, frigives næringsstofferne straks ved opløsning i jordvandet. Efter nedbrydning og opløsning bliver gødningsstofferne til ioner i jordvæsken. Nogle af dem (kationerne) bindes til ler- eller humuskolloiderne. Senere frigøres de atter og kan så optages af planternes rødder, sådan at de dermed bliver optaget i planterne. Optager planten flest positive ioner (kationer), udskiller den flest brintioner. Optages flest negative ioner (anioner), udskiller den flest hydroxyl-ioner.

## Konsekvenser af at gøde med kunstgødning
Hvis man gøder sin jord med kunst-eller handelsgødninger, bliver der ikke tilført jorden noget andet end kemiske stoffer, der indgår i en bytteproces. Virkningen er hurtig og præcis, men den tilfredsstiller kun plantens behov for næringsstoffer, der bliver ikke noget tilbage til jordens levende organismer. Undersøgelser viser, at planternes modstandskraft over for patogener er tydeligt nedsat ved overgødskning med kvælstof.

## Forskelle på kunstgødning og naturgødning
|                     | Kunstgødning                                                      | Naturgødning                                     |
| Hensigt             | at forbedre udbyttet                                              | at forbedre udbyttet                             |
| Tilførsel           | Kvælstof, Fosfor og Kalium (=NPK) samt andre stoffer (jf. etiket) | alle næringsstoffer                              |
| Rest                | ingen                                                             | organisk stof → humus                            |
| Virkning på planter | forbedret vækst                                                   | forbedret vækst; større modstandskraft           |
| Virkning på jord    | forbigående, højere lv                                            | langtidsvirkende                                 |
| Biologisk effekt    | osmotisk udtørring                                                | energitilskud til mikroberne                     |
| Fordele             | målrettet tilførsel; billigt; let at håndtere                     | langsomt virkende; alsidigt; jordforbedrende     |
| Ulemper             | fare for fejldosering                                             | ubehageligt og besværligt at opbevare og fordele |

## Menneskegødning
Menneskelige affaldsstoffer, afføring og urin, har været brugt som gødning meget længe. Menneskegødningens virkning som gødning, dens "gødningskraft", afhænger af, hvad "leverandørerne" har spist. Jo mere proteinrig kosten har været, jo mere kvælstofrig er gødningen, og det samme gælder for indholdet af de andre, vigtige stoffer.
I modsætning til de fleste typer husdyrmøg mangler menneskelig gødning struktur og sammenhængskraft. Den kan i mange henseender sammenlignes med svinegødning, men den har endnu en ulempe, nemlig indholdet af smittekim for menneskelige sygdomme. Faren for spredning af epidemiske mave- tarmsygdomme har gjort det nødvendigt at forbyde brugen af menneskelig gødning til spiselige afgrøder. I praksis bruger man end ikke produktet på ikke-spiselige afgrøder.